# San Justo (Buenos Aires)
San Justo é uma cidade da Argentina, localizada no distrito de La Matanza, na zona oeste da Grande Buenos Aires, e distante 2,5 km da capital Buenos Aires.